# アメリカ合衆国憲法修正第17条

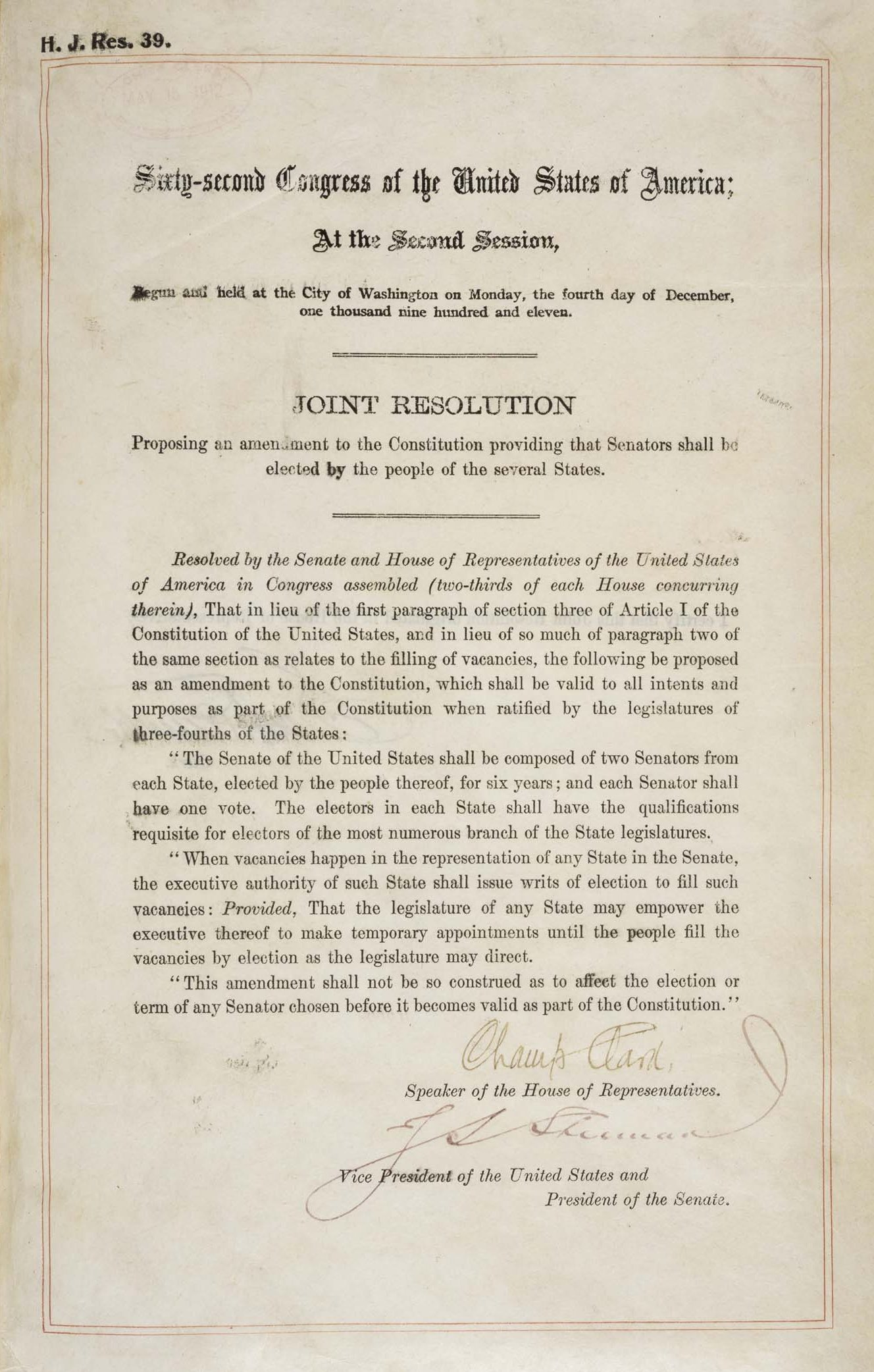
アメリカ国立公文書記録管理局に保管されているアメリカ合衆国憲法修正第17条

アメリカ合衆国憲法修正第17条（アメリカがっしゅうこくけんぽうしゅうせいだい17じょう、英:Seventeenth Amendment to the United States Constitution、あるいはAmendment XVII）は、1911年6月12日にアメリカ合衆国上院で可決され、1912年5月13日にアメリカ合衆国下院でも可決された。1913年4月8日に批准され、1914年の選挙で初めて適用された。アメリカ合衆国憲法第1条第3節を修正し、上院議員は各州議会の選出あるいは指名によらず、州民による直接選挙で選ばれることとした。また、各州の知事あるいは行政権威者は、州議会によって承認されれば、選挙が行われるまでの上院議員が空席の場合に指名できることとした。この修正条項はいわゆるアメリカ合衆国の進歩主義の時代に可決され批准された。

## 歴史的背景
1787年のアメリカ合衆国憲法制定会議に送る代議員の選出は、州が連邦の役人を直接選挙よりも高いレベルで選ぶことができるという先例を作った。元々、各上院議員はその州を代表するために州議会で選ばれることになっており、政府が必要とする多くの抑制と均衡の一つだった。州議会で選ばれた上院議員は、地域における一般大衆からの圧力と無縁で、下院議員よりも長い任期によって、その仕事に集中できるということも期待された。
この方法は南北戦争が近づいていた1850年代中頃まで大きな問題もなく動いていた。党派的抗争の増加に伴い、多くの州議会は長期間上院議員を選出できなくなった。例えばインディアナ州では州南半分の民主党と勃興しつつあった州北部の共和党との間の抗争により2年間選出を妨げられた。党派抗争によって議会は議論の戦いの場となり、上院議員を選出するための党争は南北戦争に繋がる地域的緊張関係の増大に影響した。
南北戦争が終わると、問題はさらに複合化した。1860年代半ばのある場合では、ニュージャージー州選出の上院議員ジョン・ストックトンは州議会で絶対多数ではなく、相対多数で選ばれていたとして異議申立を受けた。ストックトンは選挙の正しい方法は曖昧で州ごとに異なると言って自身を弁護した。この様なことが二度と起こらないようにするために、連邦議会は1866年に、各州で上院議員をいつどのように選ぶかということを規定する法律を成立させた。このことは上院議員の選出方法では初めての変更となった。この法律は実効があったが、幾つかの議会では行き詰まりが起こり、幾つかの選挙では贈収賄、汚職および疑わしい取引の告発が成された。1866年から1906年の間に上院議員に関する9件の贈収賄訴訟が提出され、1891年から1905年の間に20の州で45回の行き詰まりが発生し、上院議員を指名するための多くの遅れとなった。デラウェア州では1899年に始まって4年間、ワシントンに上院議員を送れなかった。
改革の努力は直接選挙が提案された1825年に既に始まっていた。1870年代、有権者達は合衆国下院に宛てて、一般選挙の請願を行った。1893年から1902年、その機運が著しく高まった。この期間は毎年、上院議員を一般選挙で選ぶという憲法修正動議が議会に提案されたが、上院が激しく抵抗した。1890年代中頃、人民党はその綱領の中に上院議員の直接選挙を組み込んだが、その時は民主党も共和党も多くの注意を向けなかった。直接選挙は共和党の急進派ロバート・ラ・フォレットとネブラスカ州共和党改革派ジョージ・ノリスが提案したウィスコンシン見解の一部でもあった。1900年代初期、オレゴン州が直接選挙を他に先駆けて行い、1907年に他の方法に引き継がれるまでの数年間異なる方法を試した。その後間もなく、ネブラスカ州が追従し、他の州が直接選挙という手段を採用する基礎を築いた。
20世紀に入って改革の機運が急速に高まった。ウィリアム・ランドルフ・ハーストはその出版帝国を『コスモポリタン』誌の発行で拡張し、コスモポリタンは総合的な雑誌として評判を得るようになり、醜聞を暴く記事や強い改革の提唱によって直接選挙の推進者となった。ハーツはベテラン記者デイビッド・グラハム・フィリップスを雇い、フィリップスが上院議員を工業実業家や資本家に買収されて操られているものとして描き、酷評する記事を書いた。この記事は「上院の反逆」という題のシリーズになり、1906年の幾つかの月刊誌に掲載された。
上院議員たちはオレゴン州で始まった方法に類似する州の住民投票で選ばれる者が増えていった。1912年までに既に29州の上院議員は党の予備選挙による指名か総選挙に付随した形で選ばれていた。直接選挙という方法の代表として新しい上院議員たちは議案として議論される方法を支持したが、全体の改革を成し遂げるためには、憲法の修正が求められた。1911年、カンザス州選出の上院議員ジョセフ・ブリストーは直接選挙を提案する決議案を提出した。この考え方は、自身直接選挙の申し子であるアイダホ州選出の上院議員ウィリアム・ボラーから強い支持を得た。南部州の8人の上院議員およびニューイングランド、ニューヨーク州とペンシルベニア州の共和党上院議員はブリストーの決議案に反対した。上院では、州で始まった改革で選出された上院議員がその1期目を務めており、それ故に直接選挙を進んで支持したことが大きく、決議案は承認された。上院で承認された後は下院での議論に移った。
下院では既に以前から何度も修正提案に関する議論を行っていたので、初めは上院よりもうまくことが運ばなかった。1912年夏、下院は遂に修正条項を可決し、批准のために各州へ修正条項を送付した。大衆の支持を得るための運動はボラーや政治学者のジョージ・H・ヘインズによって助けられた。ヘインズの上院に関する学術的研究が修正条項の成立に大きく貢献した。
修正条項の批准に必要な最後の州はコネチカット州であり、1914年11月の上院議員選挙の1年半前にあたる1913年4月8日に批准した。

## 結果
修正第17条は、憲法第1条第3節を読み替え、「その州の議会によって選ばれる」という文章を「その州の人民によって選ばれる」と置き換えることで上院議員の選出方法を規定した。また各州の知事あるいは行政権威者は、州議会によって承認されれば、選挙が行われるまでの上院議員が空席の場合に指名できることとした。
この修正条項が変更しなかった憲法の規定は、憲法第1条第4節第1項の、連邦議会は上院議員の選挙を行う場所に関しては法律でその規則を「制定あるいは変更する」ことができない、としていることである。州議会が上院議員を選んだとき、連邦議会が「上院議員を選ぶ場所」を規定することを許すのは、少なくともその上院議員団を選ぶ目的で州議会が開催されなければならない場所を基本的に連邦議会が規定するのを認めることとなり、州の主権と相合わないと考えられた。修正第17条で上院議員の直接選挙を規定し、下院議員を選ぶのと類似した方法で選出するものとしたが、「上院議員を選ぶ場所」を決める州の裁量権は連邦議会によって干渉されないという規定は変えなかった。しかし、このことは大部分文章上の裁量権であり、実際的かつ利便性を考えれば、州は他の連邦選挙と同じ日（法律に準じて）および同じ年（憲法に規定された選挙周期に準じて）に行うしかないので、上院議員の一般選挙のために別の場所を誂えることはしていない。
修正第17条は「進歩的修正条項」の1つである。進歩主義者として知られる政治的集団の支持で進歩主義の時代に成立したものである。その他の進歩的修正条項としては、修正第16条（所得税の創出）と修正第18条（禁酒法の開始）および修正第19条（女性参政権の導入）がある。

## 各州で行われた直接選挙
1788年から1997年までのアメリカ合衆国議会選挙で、マイケル・J・ドゥービンによる公式記録は以下の通りである。
- オレゴン州、1906年
  - 第2クラス空席、任期は1907年まで
  - 第2クラス、任期は1907年から1913年まで（上記の後継）
- ネバダ州、1908年
  - 第3クラス、任期は1909年から1915年まで
- アリゾナ州 1911年（州昇格準備）
  - 第1クラス、長期、1912年から1917年まで
  - 第3クラス、短期、1912年から1915年まで
- コロラド州、1912年
  - 第2クラス、任期は1913年から1919年まで
- カンザス州、1912年
  - 第2クラス、任期は1913年から1919年まで
- ミネソタ州、1912年
  - 第2クラス、任期は1913年から1919年まで
- オクラホマ州、1912年
  - 第2クラス、任期は1913年から1919年まで
- モンタナ州、1912年
  - 第2クラス、任期は1913年から1919年まで
- メリーランド州、1913年（修正第17条批准後の最初の選挙）
  - 第1クラス空席、任期は1917年まで
- 1914年、全州第3クラス、32議席（任期は1915年から1921年まで）
- 1916年、全州第1クラス、32議席（任期は1917年から1923年まで）
- 1918年、全州第2クラス、32議席（任期は1918年から1925年まで）

第66期アメリカ議会議員の着任により、全上院議員は一般投票によって選ばれた者となり、州議会で選ばれた者はいなくなった。
アラスカ州とハワイ州は、憲法の当初規定で上院議員を選ばなかった2つの州である。

## 提案と批准
アメリカ合衆国議会は修正第17条を1912年5月13日に提案した。続いて次の州が批准した。
1. マサチューセッツ州 (1912年5月22日)
2. アリゾナ州 (1912年6月3日)
3. ミネソタ州 (1912年6月10日)
4. ニューヨーク州 (1913年1月15日)
5. カンザス州 (1913年1月17日)
6. オレゴン州 (1913年1月23日)
7. ノースカロライナ州 (1913年1月25日)
8. カリフォルニア州 (1913年1月28日)
9. ミシガン州 (1913年1月28日)
10. アイオワ州 (1913年1月30日)
11. モンタナ州 (1913年1月30日)
12. アイダホ州 (1913年1月31日)
13. ウエストバージニア州 (1913年2月4日)
14. コロラド州 (1913年2月5日)
15. ネバダ州 (1913年2月6日)
16. テキサス州 (1913年2月7日)
17. ワシントン州 (1913年2月7日)
18. ワイオミング州 (1913年2月8日)
19. アーカンソー州 (1913年2月11日)
20. メイン州 (1913年2月11日)
21. イリノイ州 (1913年2月13日)
22. ノースダコタ州 (1913年2月14日)
23. ウィスコンシン州 (1913年2月18日)
24. インディアナ州 (1913年2月19日)
25. ニューハンプシャー州 (1913年2月19日)
26. バーモント州 (1913年2月19日)
27. サウスダコタ州 (1913年2月19日)
28. オクラホマ州 (1913年2月24日)
29. オハイオ州 (1913年2月25日)
30. ミズーリ州 (1913年3月7日)
31. ニューメキシコ州 (1913年3月13日)
32. ネブラスカ州 (1913年3月14日)
33. ニュージャージー州 (1913年3月17日)
34. テネシー州 (1913年4月1日)
35. ペンシルベニア州 (1913年4月2日)
36. コネチカット州 (1913年4月4日)

批准は4分の3の州の批准により1913年4月4日に完了した。
この修正条項は続いて次の州でも批准され、批准した州の総数は当時存在した48州のうち37州となった。
1. ルイジアナ州 (1913年6月11日)

次の州はその後も批准することなく修正を拒んだ。
1. ユタ州 (1913年2月26日)

次の州は提案された修正に関する行動を完了することができなかった。
1. フロリダ州 （州上院まで届かなかった）

## 撤廃要求
修正第17条の撤廃を要求する者がいる。例えば、元上院議員ツェル・ミラーは上院からの引退時に「上院議員の直接選挙は...司法の空白を埋めるにしろ、法律を通すにしろ、あるいは規制を発効するにしろ、ワシントンの特別の利益が支配することを許した」と発言した。『真実のリンカーン：エイブラハム・リンカーン、その計略、および不必要な戦争』の著者トマス・ディロレンソは、「修正第17条はアメリカの連邦主義の棺に打たれた最後の釘の一つであった。」と言った。修正第16条と共にこの修正第17条も20世紀における合衆国議会の権限の拡張だとして非難する者もいる。